# Dennenmoorder
De dennenmoorder (Heterobasidion annosum) is een paddenstoel uit de familie Coriolaceae. De schimmel parasiteert voornamelijk op sparren, douglassparren, lariksen en dennen en veroorzaakt witrot. In Europa zijn drie soorten dennenmoorders.

## Kenmerken

### Uiterlijke kenmerken
Het meerdere jaren levende vruchtlichaam heeft een harde korst, is concentrisch gegroefd en gezoneerd, 5 tot 15 cm groot, langer dan breed en tot 3 cm dik. De lichtbruine tot donkere bovenzijde is vaak bultig. Er is vaak een opvallende wit gekleurde groeirand. De onderzijde met fijne buisjes is roomwit tot okerkleurig met een oranje zweem. Er vormt zich jaarlijks een nieuwe buisjes laag van 3 tot 5 mm dik. De sporen die er uitkomen zijn wit.

### Microscopische kenmerken
De generatieve hyfen zijn hyaliene. Ze hebben gesploze septa. De skelethyfen zijn ook hyaliene en meestal onvertakt. Ze verkleuren in Melzers reagens of Lugol wijnrood (dextrinoïde) en hun celwanden zijn violet (cyanofiel) met katoenblauw.
De basidia zijn hyaliene, clavaatvormig en hebben geen basale gesp; ze vormen elk vier sporen. Deze zijn ook hyaliene, in grote lijnen ellipsvormig tot bolvormig, en meten 4–7 × 3–5 µm. Ze hebben een fijn wrattenachtig oppervlak en een dunne buitenwand, die enigszins verkleurd zijn in Melzers reagens (zwak amyloïde).
Waar geen vruchtlichamen worden gevormd, kan het voorkomen van deze schimmel microscopisch worden gedetecteerd op vers, vochtig hout op de talrijke conidia die worden gevormd op de gezwollen uiteinden van de hyfen.

## Leefwijze
Het vruchtlichaam groeit op de voet van levende bomen die daardoor op den duur afsterven. Het is een necrotrofe parasiet die op dood hout zoals stammen, stronken en stobben nog jaren voort kan leven. Bij sparren en douglassparren kan de schimmel tot boven in de boom groeien, maar bij lariksen en dennen dringt hij nauwelijks de stam binnen. Een enkele maal wordt hij ook op loofhout gezien. Een pH van de bodem hoger dan 6 bevordert de groei van de schimmel.
Infectie van bomen vindt meestal plaats via de wortels door basidiosporen of door wortelcontact met wortels van reeds aangetaste bomen. Ook kunnen de basidiosporen makkelijk binnendringen via de stobben van omgezaagde bomen. Vanuit de wortels kan de schimmel verder in de stam groeien en daar eerst een streperige violette tot grijze en later een roodverkleuring geven. In het begin wordt door de schimmel de lignine afgebroken en later ook de cellulose.

## Bestrijding
Biologische bestrijding van de dennenmoorder is mogelijk met de schimmel Phlebiopsis gigantea.

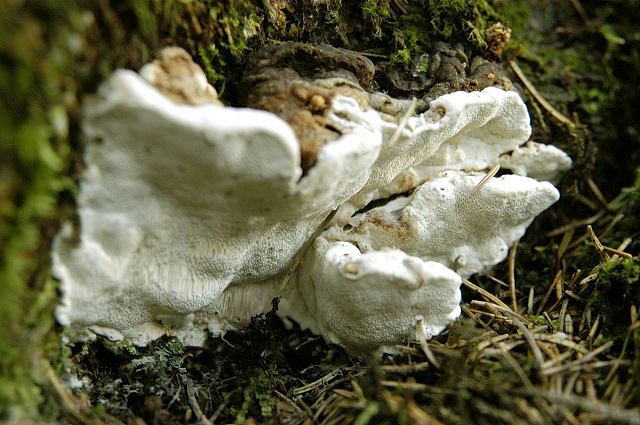
Onderzijde
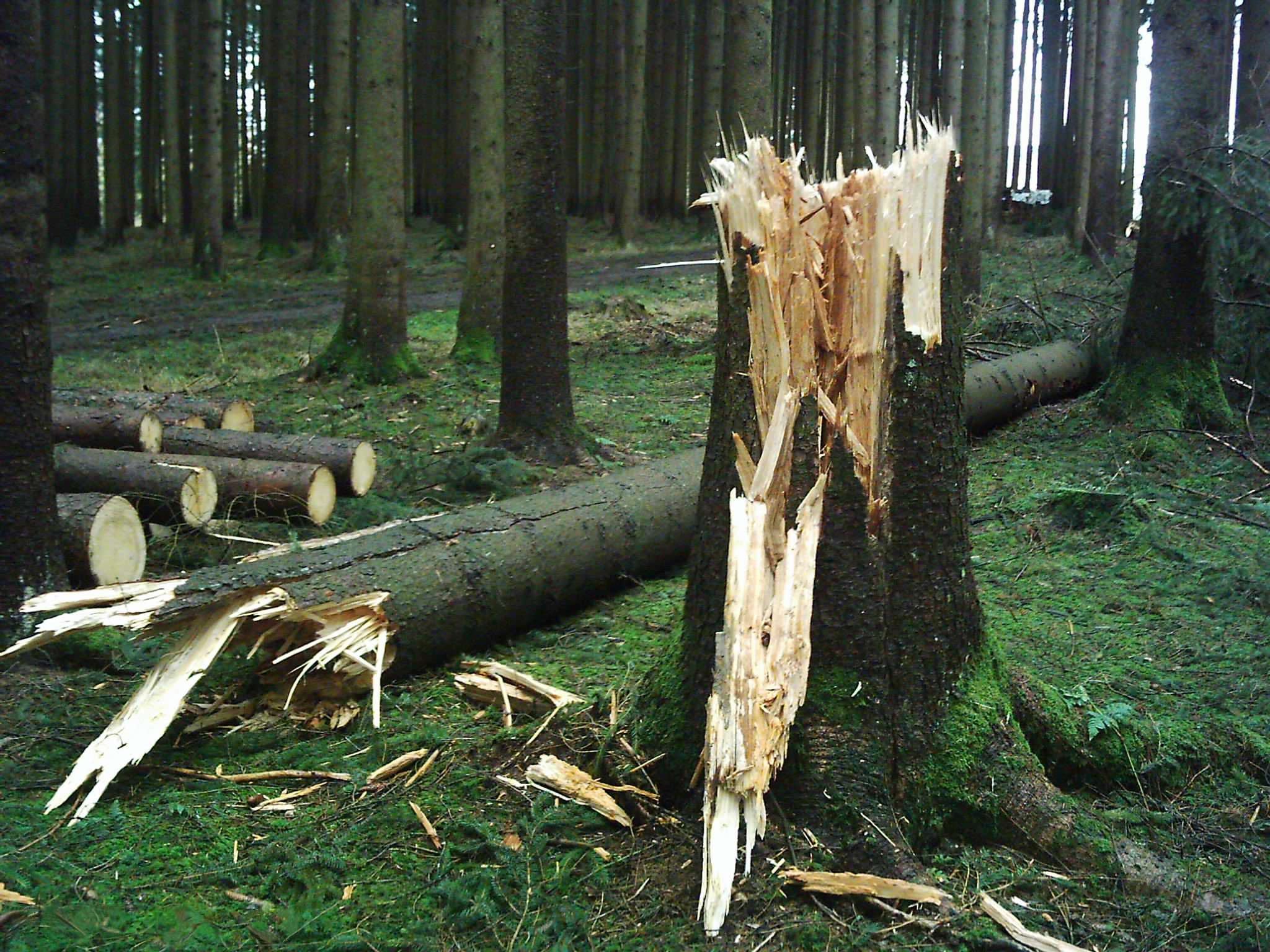
Aangetaste boom